# Гордон Салліван
Гордон Рассел Салліван (англ. Gordon Russell Sullivan; 25 вересня 1937, Бостон — 2 січня 2024) — американський воєначальник, генерал армії США (1986), 32-й начальник штабу армії США (1991—1995) та 22-й заступник начальника штабу Армії США (1990—1991). Учасник війни у В'єтнамі.

## Біографія
Гордон Рассел Салліван народився 25 вересня 1937 року в Бостоні, дитинство та юнацтво провів у Квінсі. 1959 році успішно закінчив навчання в Норвічському університеті, отримав рівень фахівця бакалавр мистецтв з історії та військове звання другий лейтенант бронетанкових військ. В Університеті Нью-Гемпшира здобув рівень майстра політології, військову освіту також підвищував у танковій школі армії, Командно-штабному коледжі та Воєнному коледжі армії США.
Військову службу проходив на різних командних, штабних та викладацьких посадах. Командир взводу 66-го танкового полку 2-ї бронетанкової дивізії (1960—1961), служив у Кореї (1961—1962), у 21-й піхотній дивізії (Південний В'єтнам) та помічник начальника штабу з розвідки у Командуванні військової допомоги під час перебування у В'єтнамі (1962—1964).
З 1965 до 1966 проходив службу у 3-й бронетанковій дивізії в Європі; в командуванні Європейської армії США. 1969 році закінчив навчання у Командно-штабному коледжі армії США. Знову служив у В'єтнамі. 1975—1976 роках командир 4-го танкового батальйону 1-ї піхотної дивізії в Європі, згодом начальник штабу дивізії. 1980—1981 роках помічник начальника штабу — начальник оперативного управління VII корпусу. 1981—1983 — командир 1-ї бригади 3-ї бронетанкової дивізії. 1987—1988 — заступник начальника Командно-штабного коледжу.
Командував 1-ю піхотною дивізією у форті Райлі, Канзас (червень 1988 — липень 1989), заступник начальника штабу армії США з операцій та планування; заступник начальника штабу армії.